# Tatsuya Hamazaki
Tatsuya Hamazaki (浜崎達也?, Hamazaki Tatsuya; prefettura di Ibaraki, 1973) è uno sceneggiatore, fumettista e scrittore giapponese.
Il suo lavoro di scrittore spazia dalla letteratura e i manga alle sceneggiature per videogiochi e serie animate.
Tra le sue opere più importanti ci sono i romanzi di One Piece e dei Cavalieri dello zodiaco per la collana J Books.

## Opere

### Romanzi
- Love & Destroy
- Romanzi tratti da One Piece, sia dal manga che dai film che dall'OAV One Piece: Taose! Kaizoku Gyanzac
- I Cavalieri dello zodiaco - Gigantomachia

### Manga
- .hack//Legend of the Twilight

### Serie TV
- .hack//Roots
- Zettai Shonen